# Arbetsplats
Arbetsplats är ett relativt begrepp. 

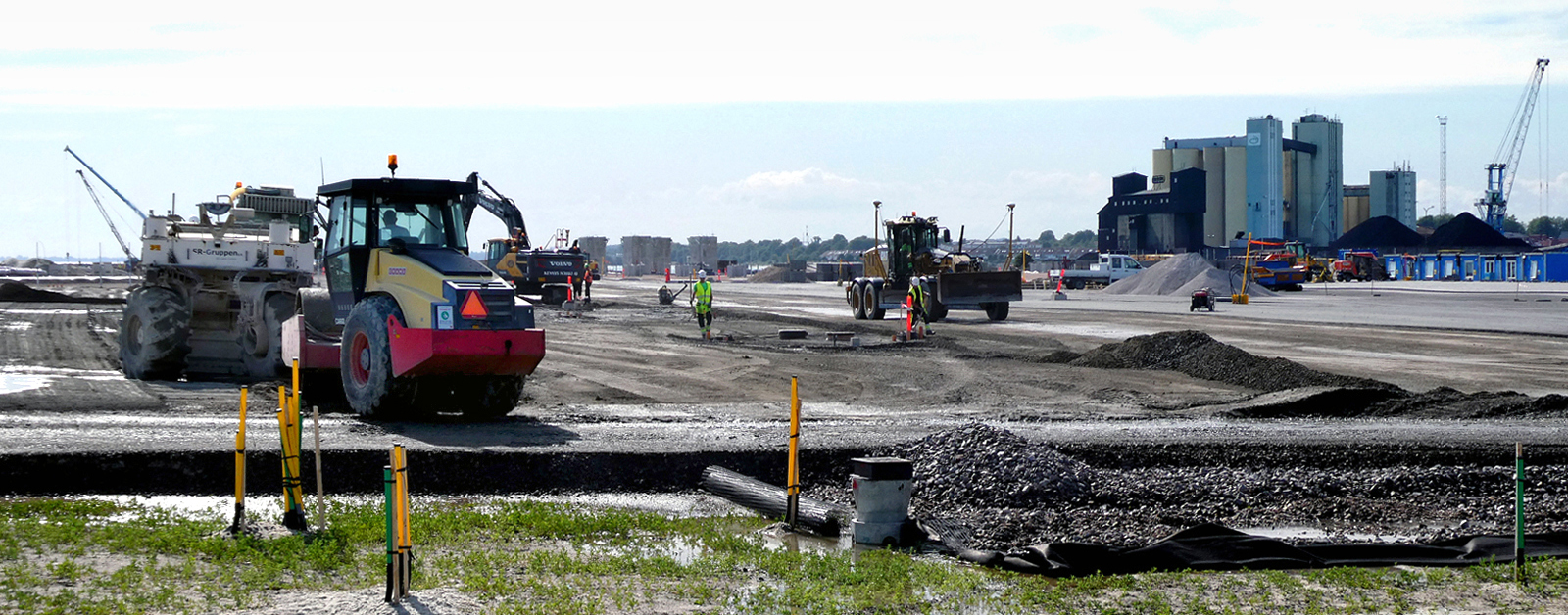
Markanläggningar är en vanlig arbetsplats.

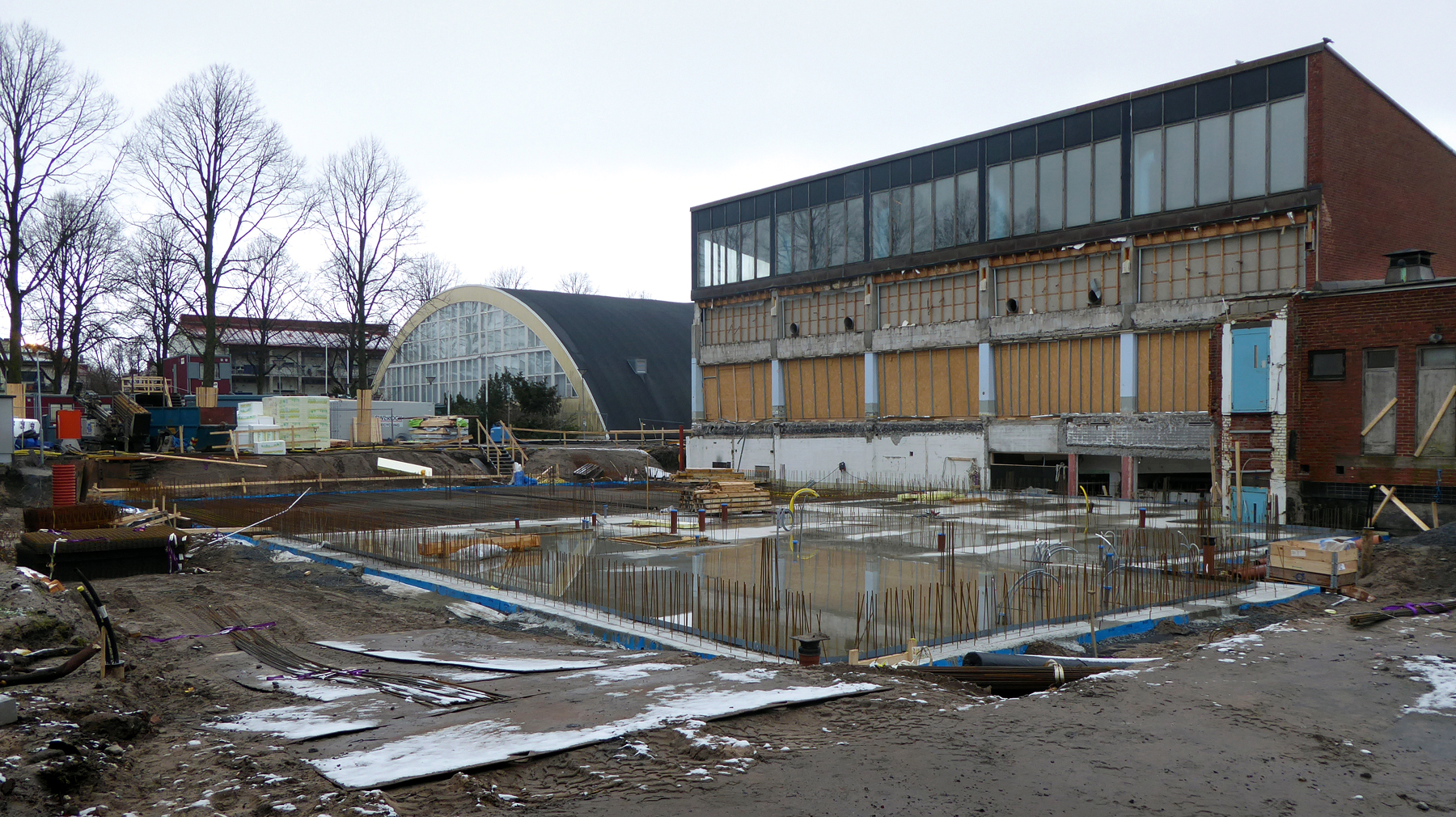
Ett husbygge är en mycket vanlig arbetsplats.

En resande försäljare eller till exempel serviceman/kvinna kan ha en hel region att arbeta i, men har som regel en specifik arbetsplats varifrån arbetet utgår som kan vara hemmet, kontoret, stationen och så vidare. Personal i hemtjänsten arbetar i vårdtagarnas hem, men har en samlingspunkt där man håller kontakt med kolleger.
Andra arbeten, till exempel lärare och sjukhuspersonal, utför merparten av arbetet i vissa utrymmen, men planerar och organiserar arbetet i andra. Skolan respektive sjukhuset är då den officiella arbetsplatsen, och inom de lokalerna har vissa yrkeskategorier en alldeles egen plats, eller delad, som är individens arbetsplats för en del av arbetet.
För resor till och från arbetet, arbetsresor/arbetspendling, regleras av skattemyndigheten vad som är den officiella arbetsplatsen.  
Den som arbetar som yrkeschaufför har ingen fast arbetsplats, utan kan kalla fordonet denne får betalt för att köra för sin arbetsplats.